# Robert Smith (sekretarz stanu)
Robert Smith (3 listopada 1757 w Lancaster, 26 listopada 1842 w Baltimore) – amerykański polityk, w latach 1809–1811 był sekretarzem stanu Stanów Zjednoczonych.
Podczas amerykańskiej wojny o niepodległość służył w armii kontynentalnej i brał udział w bitwie pod Brandywine. W 1781 roku ukończył Princeton. Rozpoczął praktykę prawniczą w Maryland. W 1789 roku Smith został prezydenckim elektorem w kolegium elektorów, a następnie członkiem stanowego senatu. 2 marca 1805 r. senat potwierdził nominację Smitha na prokuratora generalnego Stanów Zjednoczonych i Jakuba Crowninshielda na sekretarza marynarki wojennej. Ponieważ Crowninshield odmówił przyjęcia nominacji, Smith krótko pełnił funkcje prokuratora generalnego oraz sekretarza marynarki wojennej. Ostatecznie prezydent Jefferson powołał Johna Breckinridge’a na stanowisko prokuratora generalnego i Smith powrócił w pełnym wymiarze na stanowisko sekretarza marynarki wojennej. Z końcem administracji prezydenta Jeffersona na 4 marca 1809 Smith w końcu opuścił urząd sekretarza marynarki wojennej. Następca Jeffersona, James Madison niezwłocznie mianował Smitha na stanowisko sekretarza stanu. Funkcję pełnił do 1 kwietnia 1811 gdy został zmuszony do złożenia dymisji. Smith został prezydentem Amerykańskiego Towarzystwa Biblijnego w 1813 roku. W 1818 roku został prezesem założycielem Towarzystwa Rolnictwa Maryland, a następnie wycofał się z życia politycznego i cieszył się swoim bogactwem. Robert Smith zmarł w Baltimore 26 listopada 1842. Na jego cześć nazwano okręt USS Robert Smith (DD-324).